# Wayne Dockery

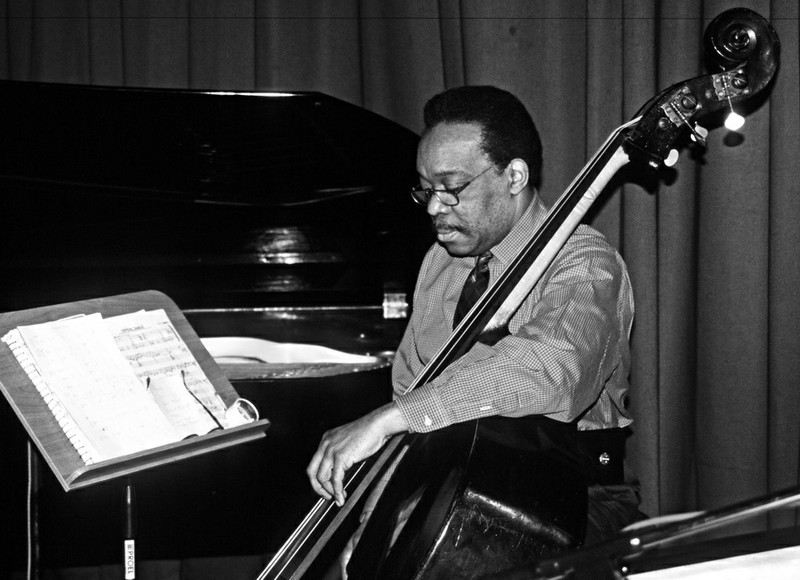
Wayne Dockery tijdens het Jazzfestival St. Ingbert van 1990

Wayne Dockery (Camden (New Jersey), 27 juni 1941 - 11 juni 2018) was een Amerikaanse jazzcontrabassist.

## Biografie
Dockery komt uit een muzikantenfamilie, zijn oudere broer is Sam Dockery. Hij studeerde klassieke muziek en leidde in de vroege jaren 60 een eigen jazzband. Tijdens zijn dienstplicht speelde hij tuba in een legerband (gestationeerd in Vietnam). Toen hij was afgezwaaid, studeerde hij geschiedenis en wiskunde. Daarnaast werkte hij als taxichauffeur. Op een gegeven moment ging hij weer bas spelen.
In 1971 werd hij lid van Art Blakeys Jazz Messengers. Daarnaast werkte hij samen met Sonny Rollins, Freddie Hubbard, Sonny Stitt, George Benson, Billy Higgins, Joe Henderson, Stanley Turrentine, Woody Shaw, Randy en Michael Brecker, Cedar Walton, Bobby Timmons, George Coleman, John Scofield en Elvin Jones. In 1979 toerde hij met Stan Getz in Brazilië. Na zijn terugkeer richtte hij in New York de groep Wayne Dockery Con Alma op.
Begin jaren 90 ging hij naar Parijs, waar hij werkte bij de groepen van Archie Shepp en Sonny Fortune. Met Emery Davis en Benoit Gil had hij een trio, het DDG Pocket Trio.